# M9 ACE

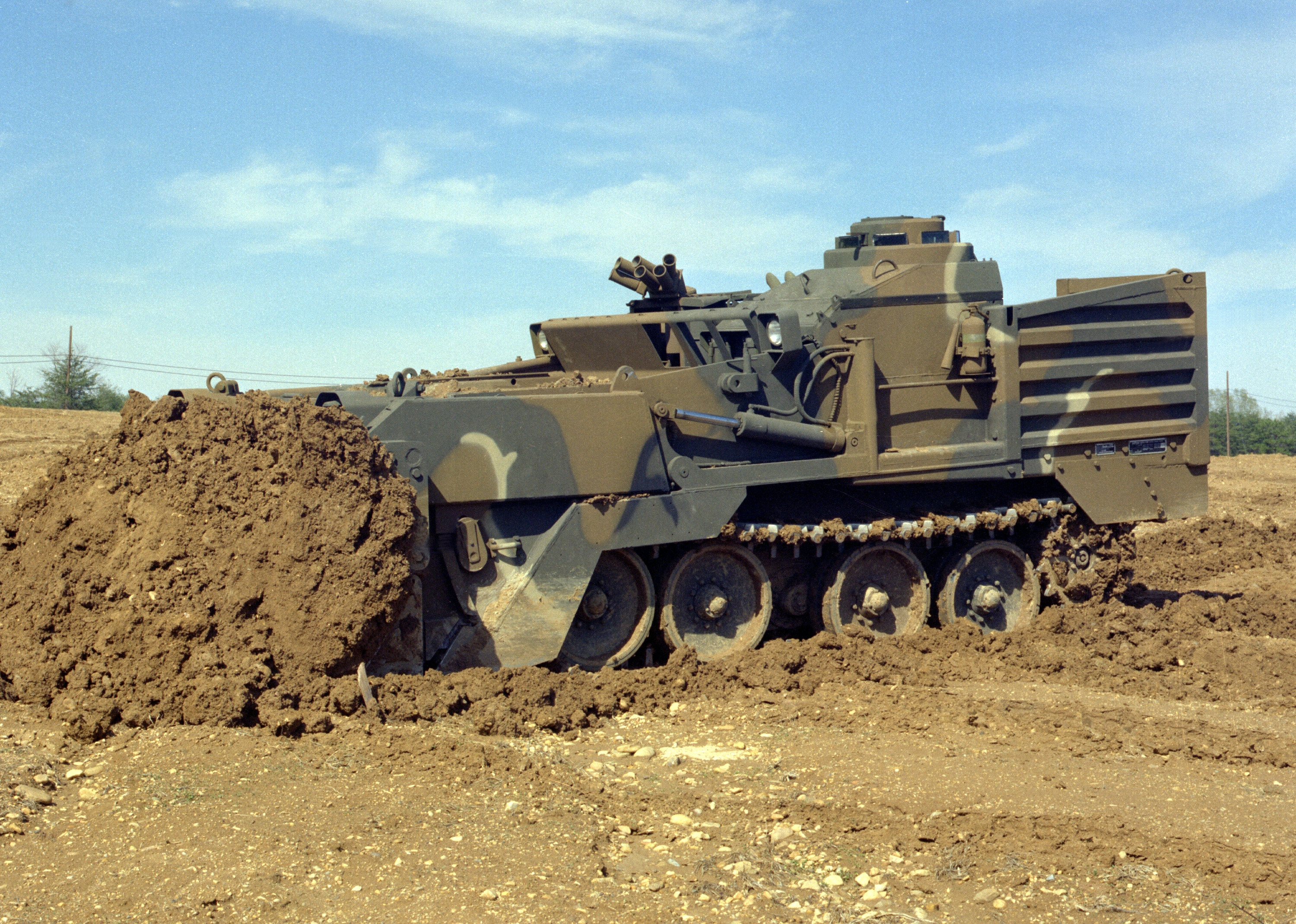
M9 ACE 도저. 1983년 미군

M9 ACE(M9 Armored Combat Earthmover)는 전투 공병을 위한 장갑차이다. 설치된 불도저를 도징으로 흙을 밀고 퍼 담아서 옮기므로서 땅을 평탄화하여 아군의 통행에 불편함이 없게 하는 장비이다.

## 채용 국가
- 대한민국 - KM9 ACE, 대한민국 육군에서 도입하여 라이선스 생산하고 있다.